# Кики Шепард
Кики Шепърд (на английски: Kiki Shepard) е афро-американска ТВ водеща, родена през 1951 г. Името ѝ става известно като водеща в шоуто „Време е за шоу в Аполо“ („It's Showtime at the Apollo“). Тя също работи като актриса и озвучител.